# Reforma salarial en la Unión Soviética (1956-1962)

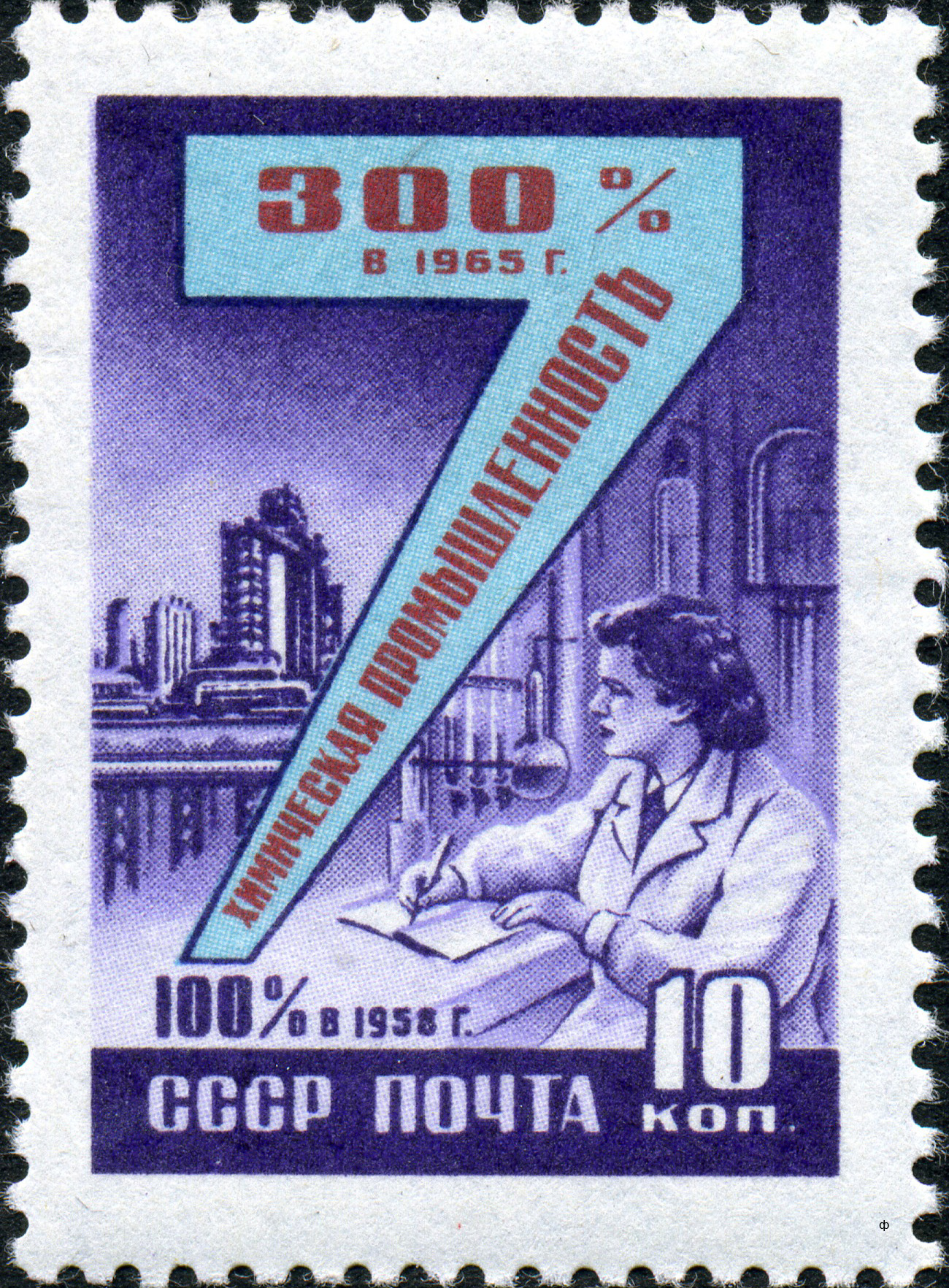
Una estampilla soviética de 1959 que celebra el crecimiento de la industria química.

Durante el gobierno de Kruschev, desde 1956 hasta 1962, la Unión Soviética trató de poner en práctica importantes reformas salariales cuyo objetivo era que los trabajadores industriales soviéticos abandonaran la mentalidad de sobrecumplimiento de cuotas que había caracterizado la economía soviética durante el período estalinista, y que se emplearan incentivos financieros más eficientes.
A lo largo de todo la era estalinista, a la mayoría de los trabajadores soviéticos se les había pagado sobre la base de un sistema de trabajo a destajo; por lo tanto sus salarios individuales estaban directamente conectados a la cantidad de bienes que producían. Esta política tenía la intención de animar a los trabajadores a esforzarse y así aumentar la producción tanto como fuera posible. El sistema a destajo llevó al crecimiento de la burocracia y contribuyó a importantes ineficiencias en la industria soviética. Además, los directores de fábricas con frecuencia manipulaban las cuotas de producción que se les daba a los trabajadores para evitar que sus salarios cayeran demasiado.
Las reformas salariales intentaron eliminar estas prácticas y ofrecer incentivos financieros eficientes a los trabajadores soviéticos mediante la estandarización de sus salarios y la reducción de su dependencia de horas extras o bonificación. Sin embargo, los directores industriales estaban a menudo poco dispuestos a tomar medidas que efectivamente redujeran los salarios de los trabajadores, y con frecuencia ignoraban las directrices que recibían y continuaban pagando a los trabajadores altas cifras por horas extras. Los materiales industriales con frecuencia escaseaban, y la producción necesitaba llevarse a cabo tan pronto como fuera posible una vez que los materiales estaban disponibles, una práctica conocida como "acometida". La prevalencia de la acometida significaba que poder ofrecer el pago de primas era vital para el funcionamiento diario de la industria soviética, y como resultado las reformas finalmente fracasaron en su meta de crear un sistema más eficiente.

## Contexto histórico

### Sistema existente

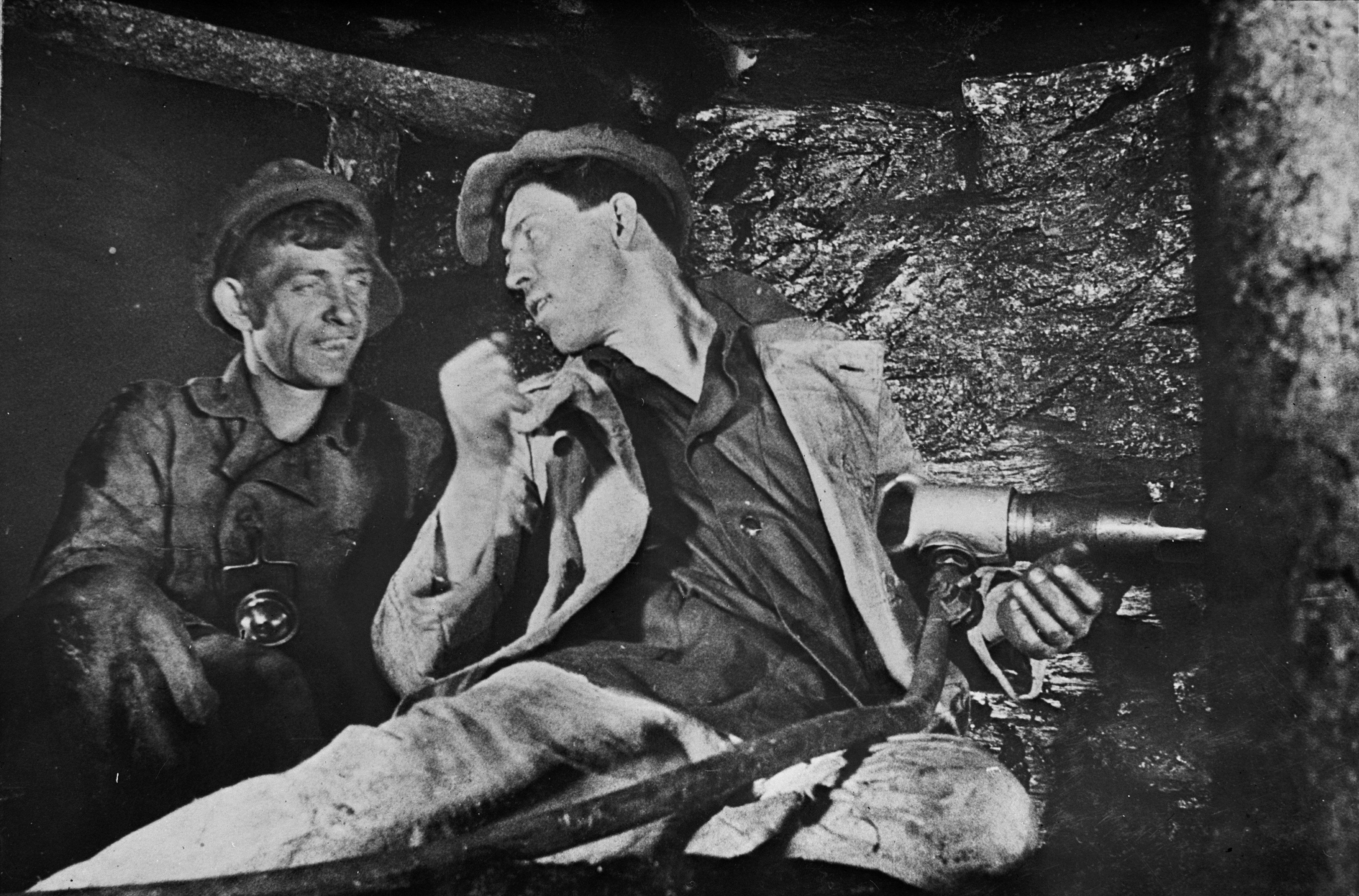
Alekséi Grigórievich Stajánov (a la derecha), un minero que se hizo famoso al extraer 14 veces su cuota diaria de carbón en un turno, fue presentado por las autoridades soviéticas como modelo para los trabajadores.

Durante el período estalinista, la Unión Soviética trató de lograr el crecimiento económico a través del aumento de la producción industrial. En el período 1927-1928, la suma total de la producción soviética de bienes de capital ascendió a 6 mil millones de rublos, pero para 1932 la producción anual aumentó a 23,1 mil millones de rublos. Se alentaba activamente a las fábricas y empresas industriales a "alcanzar objetivos a cualquier precio", con un fuerte énfasis en sobrecumplir los objetivos fijados con el fin de producir la mayor cantidad posible. Por ejemplo, el lema del primer plan quinquenal, "¡El plan quinquenal en cuatro años!", exhortaba a los trabajadores a cumplir con las metas del estado un año antes de lo previsto.
La producción frenética era muy común en la industria soviética, y, en particular, un proceso conocido como "acometida" (en ruso: штурмовщина, pronunciado shturmovshchina) era endémico; se trataba de programas de emergencia con los que las fábricas trataban de producir toda su cuota mensual en un espacio muy corto de tiempo. Esto era por lo general el resultado de una falta de materiales industriales que impedía a las fábricas completar la producción hasta que los nuevos suministros llegaran a fin de mes. Los obreros entonces trabajaban tantas horas como fuera posible para cumplir con las cuotas mensuales a tiempo; esto los agotaba y hacía que no pudieran trabajar a principios del siguiente mes (aunque la falta de materias primas significaba que ellos podrían haber producido muy poco en ese punto de todos modos).
Para animar a los operarios a trabajar duro y producir tanto como les fuera posible, a la mayoría de los trabajadores de la industria soviética se les pagaba a destajo; sus salarios dependían de la cantidad que ellos personalmente completaran. A los obreros soviéticos se les daban cuotas individuales de la cantidad de trabajo que debían hacer, y ganaban un salario básico (stavka) cumpliendo el 100% de su cuota. La remuneración crecía a medida que la producción por encima de este nivel aumentaba. Si un trabajador producía 120% de su cuota personal para el mes (por ejemplo, si se suponía que debía producir 1000 artículos, pero en realidad producía 1200) recibía su tarifa salarial base por el primer 100%, una tarifa más alta por el primer 10% de sobreproducción y una aún mayor por el próximo 10%. Las autoridades soviéticas esperaban que esto fomentara el espíritu estajanovista de sobrecumplimiento de cuotas dentro de la fuerza de trabajo soviética. En 1956, a aproximadamente el 75% de los trabajadores soviéticos se les pagaba bajo este sistema de trabajo a destajo, por lo que la mayoría de los trabajadores soviéticos podía aumentar significativamente sus ingresos aumentando la cantidad de lo que producían.
Los salarios promedio en la Unión Soviética no se publicaban a menudo. Algunos académicos occidentales creían que esto se debía a que el gobierno soviético quería ocultar los bajos ingresos medios. Alec Nove escribió en 1966 (cuando se publicaron las estadísticas salariales por primera vez desde la Segunda Guerra Mundial) que la falta de transparencia en torno a los salarios medios trataba de evitar que los trabajadores soviéticos descubrieran las enormes disparidades existentes entre salarios en los diferentes sectores de la economía soviética.

### Problemas
La estrategia de remuneración por unidad se había introducido en el Primer Plan Quinquenal en 1928 y había cambiado muy poco desde entonces. En la práctica el sistema de trabajo a destajo causaba muchas ineficiencias en la industria soviética. Un problema era la gran burocracia generada por la administración de los pagos de sueldos. Cada ministerio o departamento del gobierno soviético podía fijar sus propias tarifas y escalas salariales para el trabajo en las fábricas o empresas de las que eran responsables. Dentro de un ministerio podía haber una gran variación en la remuneración de trabajos que demandaban responsabilidades y habilidades en gran medida idénticas; los salarios estaban basados en lo que producía la fábrica, la ubicación de esta, y otros factores que Moscú consideraba importantes. Frecuentemente el resultado de basar los pagos en estas directivas centrales era generar procesos largos y costosos en el cálculo de los salarios. El historiador Donald Filtzer escribió sobre un maquinista de la década de 1930 que en un mes completó 1424 módulos individuales de trabajo. Entre ellos había 484 diferentes tareas, todas las cuales habían sido asignadas una retribución individual básica de entre 3 y 50 kopeks cada una (1 rublo equivalía a 100 kopeks). Para calcular el salario de este trabajador, el empleador tuvo que procesar 2885 documentos que habían requerido unas 8500 firmas en 8 kilogramos de papel, lo que le costó a la fábrica 309 rublos, un quinto de lo que se le pagaría al trabajador, cuyas ganancias totales por el trabajo ascendieron a 1389 rublos.
Los trabajadores por horas (los trabajadores a los que se les pagaba por el tiempo que pasaban trabajando, no por la cantidad de bienes que producían) también recibían bonificaciones en función de su rendimiento. Los administradores de la fábrica, que no querían que estos trabajadores salieran perdiendo frente a sus compañeros que trabajaban a destajo, a menudo manipulaban las cifras de producción para garantizar que ellos (en teoría) sobrecumplieran sus objetivos y, por lo tanto, también recibieran primas. Normalmente los gerentes eran reacios a que los salarios de sus empleados cayeran demasiado, por lo que con frecuencia mantenían las cuotas deliberadamente bajas, o permitían que los trabajadores manipularan su rendimiento y así recibieran una mayor bonificación. Por lo general, hacían esto para asegurar que la fábrica funcionara sin problemas, no por el bienestar de los trabajadores. La forma irregular y aparentemente arbitraria en que las cuotas se habían establecido en diferentes industrias llevaba a que no se completara la producción deseada en las industrias donde era más difícil sobrecumplir las cuotas de producción. En consecuencia, los gerentes trataban de mantener las cuotas deliberadamente bajas para atraer trabajadores a sus fábricas y así garantizar que estas pudieran cumplir sus metas.
Aun sin la manipulación gerencial, las cuotas eran muy a menudo bajas y fáciles de sobrecumplir. Las cuotas se habían reducido durante la Segunda Guerra Mundial para que los nuevos trabajadores pudieran cumplir con el rendimiento previsto; en sectores como la ingeniería, era común que los trabajadores duplicaran su salario básico gracias a bonificaciones.

## Reforma

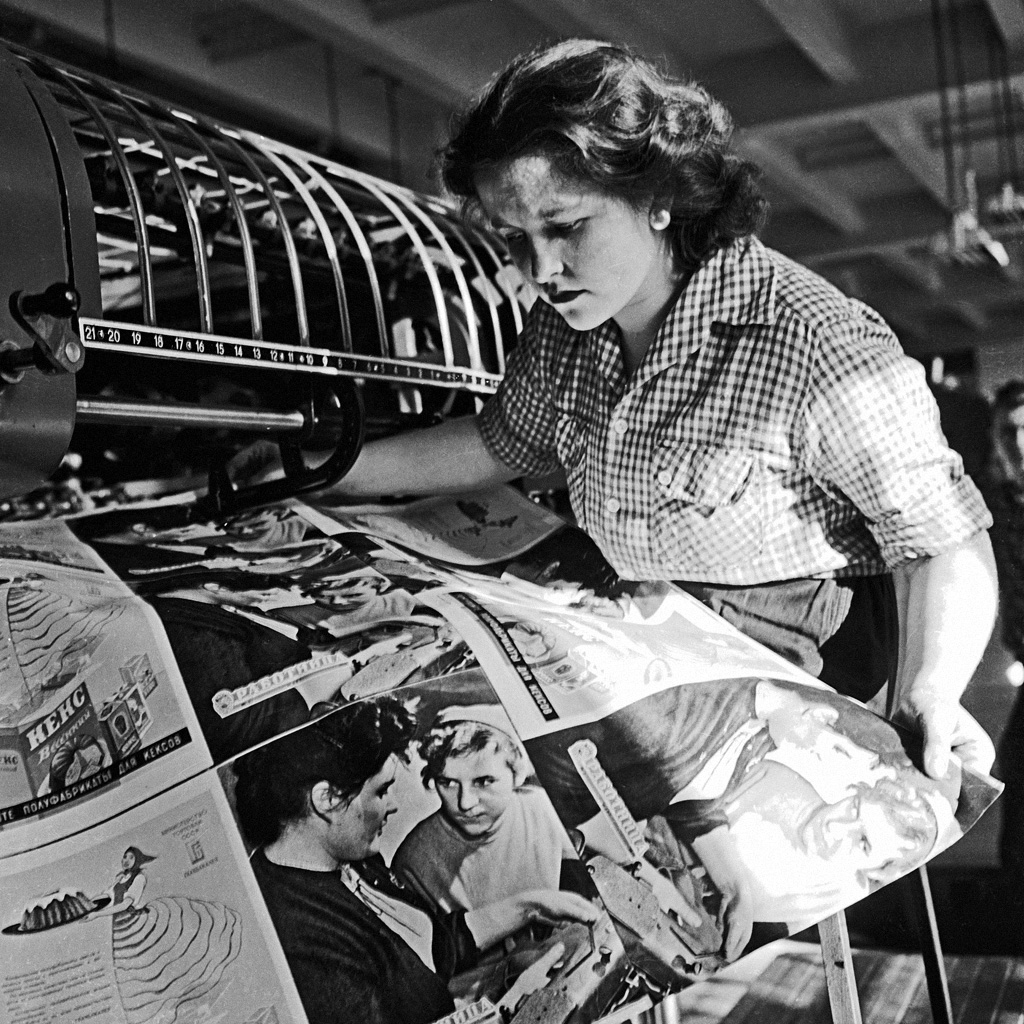
Lidiya Kulagina, una trabajadora en la imprenta del periódico Pravda (1959)

Tras la muerte de Stalin, la Unión Soviética pasó por un proceso de abandono de las políticas estalinistas conocido como desestalinización. El propósito de la desestalinización entrañaba no solo poner fin al uso del terror y el sistema de los Gulags que había existido bajo Stalin, sino también reformar las políticas económicas de la Unión Soviética. En la década de 1950, la economía soviética había comenzado a quedar rezagada en la producción de varios materiales clave tales como el carbón, el hierro y el cemento, y la productividad de los trabajadores no estaba creciendo al ritmo esperado. En mayo de 1955, Pravda (el periódico oficial del Comité Central del Partido Comunista) anunció que un Comité Estatal de Trabajo y Salarios se había formado para investigar cambios a retribuciones y un sistema centralizado de ajustes salariales. En julio de 1955, el líder soviético Nikolái Bulganin habló de la necesidad de que la industria soviética eliminara las obsoletas cuotas de trabajo y reformara los salarios, a fin de que la Unión Soviética pudiera incentivar mejor a los trabajadores y reducir la rotación de personal. En el subsiguiente plan quinquenal (el sexto), que abarcaba el período 1956-1960, se incluía un llamado a la reforma salarial. Las reformas tenían varios objetivos, el más importante de los cuales era crear un sistema de incentivos más consistente para los trabajadores. También se esperaba que las reformas ayudarían a reducir los niveles de desperdicio y mal uso de mano de obra que abundaban en la industria soviética.

### Disposiciones

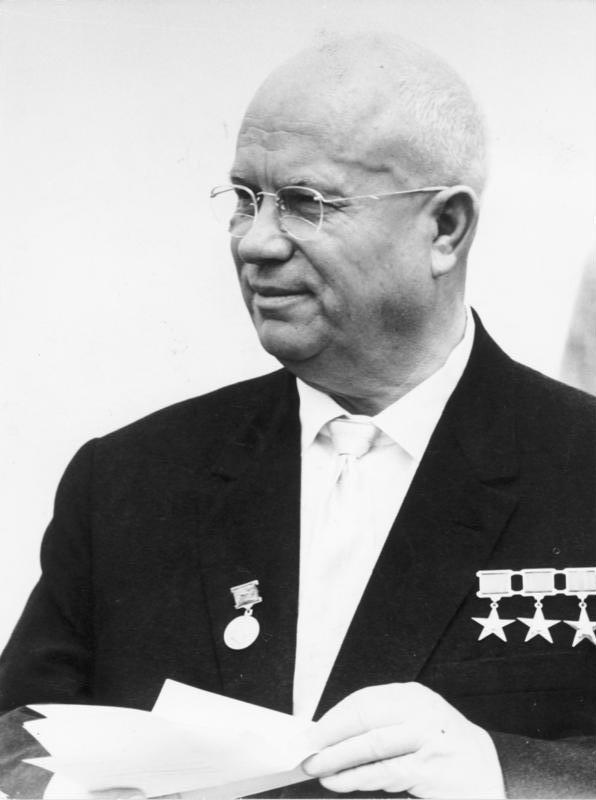
Nikita Kruschev en 1963

El sexto plan quinquenal hizo varios cambios clave a los salarios de los trabajadores soviéticos. En primer lugar, los salarios básicos se incrementaron para que hubiera menos presión para sobrecumplir cuotas, y por lo tanto menos presión para manipular o distorsionar resultados. Los incrementos salariales se limitaban a los puestos de trabajo peor remunerados, ya que Nikita Kruschev trataba de proyectar la imagen de "amigo de los de abajo". También se esperaba que los aumentos en los puestos peor pagados alentarían a más mujeres a entrar en la industria, y que la congelación en los trabajos mejor pagados disuadiría a la gente de dejar su empleo.
En segundo lugar, las cuotas se elevaron para limitar la capacidad de los trabajadores de sobrecumplir objetivos. En el caso de los trabajadores por horas, a veces esto se hizo manteniendo las cuotas pero reduciendo las horas; por ejemplo, a los mineros del carbón se les acortó la jornada laboral a seis horas. Algunas subas fueron muy notables; en el caso de las empresas de ingeniería, las cuotas se elevaron en un 65%.
El número de tarifas y escalas salariales se redujo drásticamente; esto no sólo reducía la burocracia, pero también procuraba que los trabajadores estuvieran dispuestos a asumir un mayor número de tareas. A los trabajadores por horas, por ejemplo, se les pagaría lo mismo sin importar la tarea que llevaran a cabo durante su turno. Esto permitía a los administradores distribuir mejor la fuerza laboral y reducir la frecuencia de los cuellos de botella en la producción. Podían hacer esto porque a los trabajadores se les pagaría aproximadamente la misma tarifa independientemente del trabajo que realizaran, por lo que se hacía más fácil cambiar las tareas asignadas a los trabajadores.
Se cambió la manera en que el sobrecumplimiento se recompensaba. Se puso fin al sistema de trabajo a destajo “progresivo”, en el cual la remuneración por unidad aumentaba a medida que la producción crecía; a los trabajadores ahora se les pagaba una prima una sola vez al sobrepasar su cuota. En las áreas donde se retuvo el sistema de bonificación por cada porcentaje de sobrecumplimiento, se puso un límite a las bonificaciones. Por ejemplo, en el sector de ingeniería, las primas no podían superar el 20% de los ingresos normales.
Por último, a los trabajadores cuyas tareas eran consideradas demasiado importantes para pagarse a destajo ahora se les pagaría por hora. Esto se hizo en gran medida debido a razones de seguridad, y por lo general se aplicaba a los encargados de realizar el mantenimiento o la reparación de los equipos.

## Éxitos
El efecto más claro de la reforma fue reducir la proporción de la mano de obra industrial soviética a la que se pagaba a destajo, y para agosto de 1962 solo al 60,5% de los trabajadores soviéticos se los remuneraba así, mientras que en 1956 el nivel era del 75%. Alrededor de la mitad de los que continuaron trabajando a destajo seguiría recibiendo algún tipo de bonificación, pero las primas por unidad “progresivas” fueron mayormente eliminadas; solo el 0,5% de los trabajadores todavía las recibían en 1962. Aquellos que dejaron de trabajar a destajo ahora recibían un salario o se les pagaba por hora.
Para 1961, los salarios básicos de los trabajadores habían aumentado hasta llegar a ser en promedio alrededor del 73% de sus ingresos totales; entre los trabajadores a destajo el salario básico era en promedio el 71% de sus ingresos, y el 76% en el caso de los trabajadores por horas. También hubo una reducción en el nivel general de sobrecumplimiento de cuotas; al ser más elevadas las cuotas, muchos no podían cumplir con su cuota personal. La proporción de trabajadores que alcanzaban el 100% o menos de su cuota iba desde un mínimo de 5,1% en las industrias de hierro y acero a un máximo de 31,4% en la minería del carbón. En toda la industria soviética, el nivel promedio de cumplimiento de cuotas se redujo del 169% antes de la reforma al 120% en octubre de 1963.
Los salarios totales aumentaron mucho más lentamente de lo previsto a lo largo del período: los salarios en toda la nación (no solo los salarios industriales) se incrementaron en un 22,9% entre 1959 y 1965, en contraste con el 26% propuesto por un plan de crecimiento. Los aumentos de salarios durante la reforma fueron compensados por los aumentos en productividad industrial. Por ejemplo, en la República Socialista Federativa Soviética de Rusia (Rusia) los salarios subieron un 7% entre 1959 y 1962, mientras que la productividad aumentó alrededor del 20%.
La reforma salarial estaba vinculada a un programa que reducía en general la duración de la semana laboral en la Unión Soviética; en 1958, la semana de trabajo se redujo de 48 horas a 41. Esta disminución debía aplicarse a todos los trabajadores soviéticos, y para 1961, 40 millones de trabajadores soviéticos (aproximadamente dos tercios de la fuerza laboral) estaban trabajando una semana de 41 horas. Se planeaba reducirla aún más en el futuro, a 40 horas en 1962, pero esto finalmente no se llevó a cabo. Kruschev había declarado que el objetivo a largo plazo era dar a los trabajadores soviéticos la semana laboral más corta del mundo; el objetivo era llegar a una semana de 30-35 horas para 1968. Él había hablado con anterioridad de la reducción de la jornada laboral como un objetivo básico del movimiento comunista, y tenía la esperanza de que el comunismo finalmente llegaría a una jornada de 3-4 horas.

## Fracasos
Si bien la reforma eliminó algunas de las peculiaridades de la era estalinista, el impacto general del programa creó problemas adicionales para el trabajador soviético. En muchas áreas, las grandes variaciones en los salarios continuaron existiendo. En el sector de la ingeniería, por ejemplo, los directores de fábrica a menudo ignoraban directrices sobre salarios para tratar de animar a los trabajadores a que tomaran puestos que habían perdido gran parte de su atractivo después de que se redujeran los salarios básicos para hacer la paga más uniforme en toda un área. Por lo tanto, los gerentes ofrecían salarios más altos a los nuevos aprendices. Esto tenía el efecto de animar a algunos a tomar un puesto de entrenamiento bien pagado y luego, al completar la formación, dejarlo y tomar un nuevo puesto para aprendices. En el sector de la extracción del carbón, durante largo tiempo los gerentes habían podido variar los salarios basándose en consideraciones locales, tales como factores geológicos o peligrosidad, y después de la reforma siguieron variando los salarios a través de la manipulación de las cuotas o tarifas para proteger los salarios de los trabajadores. Un problema adicional con un sistema de bonificación centralizado era que alentaba a las fábricas a continuar produciendo productos bien establecidos, con los que estaban más familiarizados, ya que era mucho más fácil sobrecumplir objetivos con productos conocidos que empezar a trabajar en algo nuevo.
A veces, en las áreas en que se aplicaron los nuevos salarios, era difícil para las fábricas reclutar trabajadores para hacer tareas importantes porque la reforma había asignado un salario bajo a una tarea que supuestamente requería un menor nivel de habilidad. Por ejemplo, a la operación de máquinas herramienta se le dio una baja remuneración, y en una factoría en Kotlyakov unas 30 máquinas herramienta no se utilizaban porque los gerentes de la fábrica no podían encontrar trabajadores para operarlas.
En otros casos, los gerentes deliberadamente usaron las reformas como una oportunidad para reducir los salarios, exagerando los recortes salariales realizados por los ministerios para poder reducir los gastos en general. En un caso, el gerente de una fábrica de cemento fue condenado a ocho meses de trabajo correctivo por haber sido encontrado culpable de usar las reformas como pretexto para forzar a los obreros a trabajar horas extras sin pagarles.

## Resultados
En general, la reforma salarial no tuvo éxito en su intento de crear un sistema de incentivos estable y predecible. Filtzer escribió que para comprender el fracaso hay que tener en cuenta los problemas más amplios en la industria soviética y en las relaciones entre directivos y trabajadores. Filtzer observó una miríada de problemas en la producción que hacían que un sistema de bonificación más formal fuera inviable en la Unión Soviética: la disponibilidad irregular de suministros, que a menudo eran de calidad variable, una división del trabajo irracional y la dependencia de la "acometida"; todo ello hacía difícil motivar a los trabajadores a través de un sistema más convencional de pago. En esa situación, era vital poder ofrecer pagos adicionales por horas extras e incluso utilizar sobornos para alentar a los trabajadores a cumplir con las cuotas mensuales a tiempo.
Filtzer también declaró que, debido a que los trabajadores soviéticos no podían organizarse en contra de sus superiores de la misma manera que sus homólogos occidentales (por ejemplo, mediante la formación de un sindicato independiente o la adhesión a un partido político opuesto al gobernante Partido Comunista de la Unión Soviética), habían pasado por un proceso de "hiperindividualización", un proceso fuertemente influenciado por el sistema general de incentivos. Esto había llevado a una situación en que los trabajadores no podían contar con una meritocracia al estilo occidental (donde el trabajador podía esperar mejorar su paga y condiciones de trabajo a través de promociones), y en cambio, si querían aumentar sus salarios, dependían de las decisiones de la gerencia de dar bonificaciones y pagar horas extras. Debido a que los administradores necesitaban dar recompensas y primas según sus propios criterios, ajustarse a un sistema centralizado de control de salarios era muy difícil.
Siguiendo la terminología de la teoría del proceso de trabajo (el intento de comprender la relación entre el control de gestión, la habilidad del trabajador y los salarios en establecimientos industriales), Filtzer destacó la continua falta de control por parte de los trabajadores soviéticos sobre su propio proceso de trabajo. La élite soviética no cambió radicalmente el proceso de trabajo mediante su democratización y la introducción de salarios verdaderamente iguales para todos, pero tampoco podía generar la cultura de consumismo que en el oeste se utilizaba para ayudar a explicar la estructura de salarios y destrezas requeridas. En estas circunstancias, los intentos de coordinar las cuotas de producción, los salarios y los niveles de esfuerzo que se esperaban de los trabajadores fracasaron y continuaron fracasando hasta entrada la década de 1980. La reforma salarial del período 1956-1962 fue un fracaso, ya que no podía corregir ni mejorar el conflicto económico entre los trabajadores y la élite en la Unión Soviética. En la planta, los trabajadores continuaron negociando directamente con los directivos de bajo nivel sobre los salarios, el esfuerzo que harían, y qué "habilidad" ejercerían. En particular, Filtzer señala que los trabajadores soviéticos constantemente se veían obligados a ejercer una habilidad más allá de la requerida oficialmente en los planes o las cuotas. Esto se debía a que los trabajadores soviéticos a menudo tenían que encontrar la manera de superar problemas que dificultaban su labor, tales como la construcción de sus propias herramientas para llevar a cabo tareas que no podían realizarse con las herramientas que se les proporcionaban, o mediante la creación de procesos de producción completamente nuevos cuando los existentes no eran adecuados. Esta era una condición solo vista a tal extremo en el oeste en las industrias que estaban aislados de las fuerzas del mercado. Debido a que esto era común en la industria soviética, los trabajadores y gerentes de la Unión Soviética tenían muchas razones para trabajar juntos en la determinación de salarios, cuotas y destrezas esperadas, incluso después de la reforma salarial. Filtzer escribió que Mijaíl Gorbachov trató de poner en práctica una serie de reformas salariales muy similar en 1986 (Perestroika), la cual finalmente fracasó y tuvo que ser reemplazada por un sistema descentralizado en 1991.

## Obras citadas
- An Evaluation of the Program for Reducing the Workweek in the USSR. Washington, D.C.: Central Intelligence Agency. 1961. Archivado desde el original el 31 de mayo de 2012.
- Soviet Economic Policy: December 1956 – May 1957. Washington, D.C.: Central Intelligence Agency. 1957. Archivado desde el original el 23 de diciembre de 2011.
- Fearn, Robert M (1963). An Evaluation of the Soviet Wage Reform, 1956–62. Washington, D.C.: Central Intelligence Agency.
- Filtzer, Donald (1992). Soviet Workers and de-Stalinization. Cambridge: Cambridge University Press. ISBN 0-521-41899-2.
- Grossman, Gregory (1960-05). «Soviet Growth: Routine, Inertia and Pressure». The American Economic Review (May 1960) 50 (2): 62-72. JSTOR 1815011.
- Hosking, Geoffrey (1985). A History of the Soviet Union. London: Fontana. ISBN 0-00-686205-5.
- Hoeffding, Oleg (1958–1959). «Substance and Shadow in the Soviet Seven Year Plan». Foreign Affairs (Council on Foreign Relations) (37). Consultado el 11 de octubre de 2011.
- Robinson, Neil (2002). Russia: A State of Uncertainty. London and New York: Routledge. ISBN 0-415-27113-4.
- Nove, A (marzo de 1966). «Wages in the Soviet Union: A Comment on Recently Published Statistics». British Journal of Industrial Relations 4: 212-221. ISSN 10.1111/J.1467-8543.1966.TB00928.X |issn= incorrecto (ayuda).
- Smith, Hedrick (1976). The Russians. New York: Ballantine Books. ISBN 0-345-29764-4.
- «Russia: End Five-Year Plan». Time. 9 de enero de 1933. Archivado desde el original el 21 de julio de 2013. Consultado el 11 de octubre de 2011.